# Desametasone

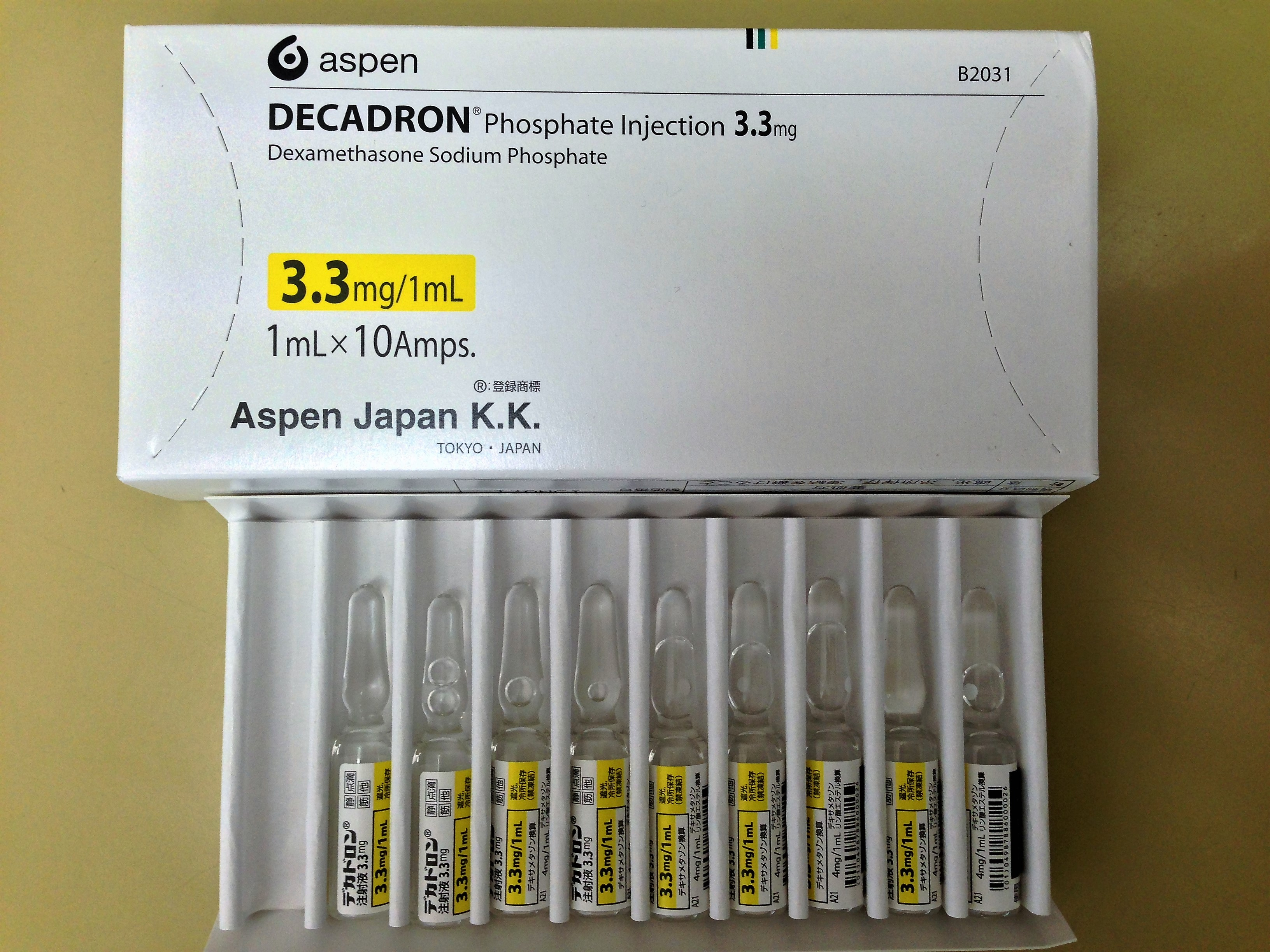
Desametasone

Il desametasone (o desametazone) è un potente glucocorticoide di sintesi, farmaco appartenente alla classe degli antinfiammatori steroidei.

## Caratteristiche chimico-fisiche
La molecola si presenta come una polvere cristallina, biancastra, praticamente insolubile in acqua, ma facilmente solubile in acetone e alcool; la solubilità in diclorometano è parziale. Dev'essere protetta dalla luce diretta.

## Farmacodinamica
Il desametasone è un principio attivo, rientrante tra i farmaci corticosteroidei; è un ormone di sintesi dotato di un’attività antiinfiammatoria circa 7 volte più potente del prednisolone e 30 volte più potente dell’idrocortisone.
La molecola esercita la sua azione sull'asse ipotalamo-ipofisi-surrene (HPA) legandosi a specifici recettori della membrana plasmatica cellulare.
Negli altri tessuti la molecola oltrepassa le membrane cellulari e si diffonde nel citosol, combinandosi con specifici recettori citoplasmatici, il recettore per i glucocorticoidi (GR).
Il complesso che si viene a formare entra nel nucleo cellulare e stimola la sintesi proteica.
Come altri steroidi adrenocorticali, il desametasone è dotato di proprietà anti-allergica, antishock, antitossica, antifebbrile e immunosoppressiva. Caratteristicamente questa molecola presenta in prevalenza un’attività glicocorticoide; la sua capacità di determinare ritenzione renale di sodio e acqua (ovvero l'attività mineralcorticoide) è invece ampiamente inferiore rispetto a quella di altre molecole della medesima classe.

## Farmacocinetica
Dopo somministrazione per via orale il desametasone viene rapidamente assorbito dal tratto gastrointestinale.
A seguito d'iniezione per via endovenosa il picco plasmatico è raggiunto in 5 minuti. 
La sua emivita nel plasma è pari a circa 190 minuti. Più interessante considerare l'emivita biologica della molecola, che è pari a 36-54 ore, il che rende il desametasone una sostanza indicata per il trattamento di quelle patologie che richiedono un’azione glucocorticoide prolungata.
La molecola si lega alle proteine plasmatiche, soprattutto all'albumina, per il 77% circa (proporzionalmente meno rispetto a quanto accada per la maggior parte degli altri corticosteroidi). Il metabolismo nel fegato non è particolarmente rapido; circa il 65% della dose assunta è escreta nelle urine entro 24 ore, specie in forma di steroidi non coniugati.
Il farmaco oltrepassa con facilità la barriera placentare essendo solo minimamente inattivato.

## Usi medici
Il desametasone è un corticosteroide caratterizzato da una principale attività glucocorticoide. 750 microgrammi di desametasone sono equivalenti all'attività antiinfiammatoria di circa 5 mg di prednisolone.
La molecola è stata utilizzata, anche nelle sue forme esterificate, nel trattamento di tutte quelle condizioni in cui è indicata la terapia con corticosteroidi. L'unica eccezione è rappresentata dall'insufficienza adrenocorticale per la quale in medicina si preferisce ricorrere all'idrocortisone associato al fludrocortisone. La mancanza di proprietà mineralcorticoidi rende la molecola particolarmente adatta al trattamento di tutte quelle condizioni nelle quali l'effetto sodio e acqua ritentivo può comportare degli svantaggi (a esempio soggetti con precedenti di scompenso cardiaco o predisposti alla formazione di edemi).

### Antinfiammatorio
Il desametasone è usato per trattare molti disturbi infiammatori e autoimmuni, come l'artrite reumatoide e il broncospasmo. La porpora trombocitopenica idiopatica, una malattia autoimmune acquisita caratterizzata da una diminuzione del numero di piastrine, risponde a 40 mg al giorno del principio attivo, che viene somministrato per quattro giorni; i cicli di trattamento sono generalmente di 14 giorni. Non è chiaro se il desametasone in questa condizione sia significativamente migliore di altri glucocorticoidi.
Il desametasone viene normalmente utilizzato per il trattamento del croup nei bambini: una singola dose è spesso sufficiente per ridurre il gonfiore delle vie aeree migliorando così la respirazione e riducendo il discomfort provato dal paziente
Il desametasone può essere iniettato nel tallone per il trattamento della fascite plantare: la procedura spesso avviene sotto controllo ecografico.
La molecola è presente in alcuni colliri (viene utilizzata in particolare dopo alcuni interventi chirurgici agli occhi), in spray nasali e in alcune gocce auricolari (dove risulta spesso in combinazione con antibiotici e antimicotici).
Impianti steroidei intravitreali di desametasone sono stati approvati dalla Food and Drug Administration (FDA) per il trattamento di condizioni oculari come l'edema maculare diabetico, l'occlusione della vena retinica centrale e l'uveite.
Il desametasone è stato anche utilizzato in associazione ad antibiotici per il trattamento dell'endoftalmite acuta.
Il desametasone viene utilizzato negli elettrocateteri di stimolazione cardiaca transvenosi per ridurre al minimo la risposta infiammatoria del miocardio. Lo steroide viene rilasciato nel miocardio non appena la vite viene estesa e può svolgere un ruolo significativo nel ridurre al minimo la soglia di stimolazione acuta, proprio grazie alla riduzione della risposta infiammatoria.
Il desametasone può essere somministrato prima dell'infusione di antibiotici in caso di meningite batterica. La molecola agisce nel ridurre la risposta infiammatoria dell'organismo ai batteri uccisi dagli antibiotici (la morte batterica rilascia infatti mediatori proinfiammatori che possono provocare una risposta dannosa), riducendo così la perdita dell'udito e il danno neurologico.

### Cancro
Ai pazienti affetti da cancro, in particolare a coloro che si sottopongono a chemioterapia, viene spesso somministrato desametasone per contrastare alcuni effetti collaterali dei trattamenti antitumorali.
Il desametasone può potenziare l'effetto antiemetico degli antagonisti del recettore 5-HT3, come l'ondansetron. L'esatto meccanismo di questa interazione non è ben definito, ma è stato ipotizzato che questo effetto possa essere dovuto, tra molte altre cause, all'inibizione della sintesi delle prostaglandine, agli effetti antinfiammatori, agli effetti immunosoppressori, alla diminuzione del rilascio di oppioidi endogeni o, più probabilmente, a una combinazione di quanto sopra.
Nei tumori cerebrali (primari o metastatici), il desametasone viene utilizzato per contrastare lo sviluppo dell'edema cerebrale, una condizione clinica che può comportare la compressione di strutture cerebrali. In questi casi generalmente si ricorre a un dosaggio di 8–10 mg di desametasone fosfato per via intravenosa, seguiti poi da 4–6 mg per via intramuscolare ogni 6 ore; la risposta terapeutica viene ottenuta in 24 ore e il dosaggio può spesso essere ridotto dopo 2-4 giorni. Il trattamento è comunque individualizzato e può richiedere dosaggi più elevati, in particolare se il paziente si trova in pericolo di vita. Un dosaggio di mantenimento 2–4 mg per 2-3 volte al giorno viene normalmente utilizzato in pazienti con recidive di tumore o neoplasie inoperabili.
A tutt'oggi in letteratura medica le evidenze di sicurezza ed efficacia di diverse dosi di desametasone in pazienti con tumore cerebrale maligno sono comunque scarse e contrastanti.
Il desametasone è anche usato come agente chemioterapico diretto in alcune neoplasie ematologiche, specialmente nel trattamento del mieloma multiplo, in cui il desametasone viene somministrato da solo o in combinazione con altri farmaci chemioterapici: più comunemente con talidomide, lenalidomide, bortezomib o una combinazione di doxorubicina (Adriamicina) e vincristina o bortezomib/lenalidomide/desametasone.

### COVID-19
L'Università di Oxford (Gran Bretagna) ha condotto uno studio su 6 000 malati affetti da COVID-19 dal quale risulterebbe che il desametasone riduce del 20% la mortalità dei malati necessitanti di ventilazione.
Il desametasone è raccomandato dal National Health Service nel Regno Unito e dal National Institutes of Health (NIH) negli Stati Uniti per i pazienti con COVID-19 che necessitano di ventilazione meccanica o supplementazione di ossigeno (senza necessità di ventilazione).
Il trattamento con desametasone a bassi dosaggi, in pazienti ricoverati, si è dimostrato efficace nel ridurre la mortalità in quei soggetti che necessitavano di supporto respiratorio.
L'Organizzazione Mondiale della Sanità suggerisce di non utilizzare corticosteroidi nel trattamento di soggetti con COVID-19 non grave (raccomandazione condizionale, basata su prove di scarsa certezza)
L'Infectious Diseases Society of America (IDSA) suggerisce l'uso di glucocorticoidi per i pazienti con COVID-19 grave, definiti come pazienti con SpO2 ≤94% nell'aria ambiente e coloro che richiedono ossigeno supplementare, ventilazione meccanica od ossigenazione extracorporea della membrana (ECMO). L'IDSA sconsiglia l'uso di glucocorticoidi per i soggetti affetti da COVID-19 senza ipossiemia che richiedono ossigeno supplementare.
Nel settembre 2020, l'Agenzia europea per i medicinali (EMA) ha approvato l'uso del desametasone negli adulti e negli adolescenti (dai dodici anni di età e con un peso di almeno 40 kg) che necessitano di ossigenoterapia supplementare. Il desametasone può essere assunto per via orale o somministrato tramite iniezione o infusione (flebo) in vena.

### Endocrinologia
Il desametasone viene utilizzato nel trattamento del disturbo, molto raro, di resistenza ai glucocorticoidi.
Nell'insufficienza surrenalica e nella malattia di Addison, il desametasone viene prescritto quando il paziente non risponde bene al prednisone o al metilprednisolone.
Può essere utilizzato nell'iperplasia surrenalica congenita negli adolescenti e negli adulti per sopprimere la produzione di ACTH. Di solito viene somministrato nelle ore notturne.
La somministrazione orale è utile nell'iter diagnostico in caso di sospetta malattia di Cushing. Con particolari test si valuta se l'asse ipofisi-surrene (dove agisce il desametasone con un'azione inibitoria) è rimasto intatto.
- Test di Nugent, acuto a basse dosi: somministrazione di 1 mg (2 cp) di DST (desametasone) tra le h 23 e h 24. Il prelievo venoso di cortisolemia viene effettuato a digiuno, tra le 8 e le 9 di mattina del giorno successivo.
- Test di Liddle I, prolungato a basse dosi: somministrazione di 0,5 mg (1 cp) di DMT ogni 6 h x 48 h. Il prelievo venoso di cortisolemia viene effettuato indicativamente otto ore dopo l'assunzione dell'ultima compressa, a digiuno, tra le 8 e le 9 di mattina.
- Test di Liddle II, prolungato ad alte dosi: somministrazione di 8 mg (16 cp) di DST tra le h 23 e h 24. Il prelievo venoso di cortisolemia viene effettuato prima della somministrazione del farmaco e indicativamente otto ore dopo l'assunzione dell'ultima compressa, a digiuno, tra le 8 e le 9 di mattina.

### Gravidanza
Il desametasone può essere somministrato alle donne a rischio di parto prematuro per promuovere la maturazione dei polmoni del feto. Il farmaco, somministrato da un giorno a una settimana prima del parto, è stato associato a un basso peso alla nascita; non sembra tuttavia correlarsi a un aumento dei tassi di morte neonatale.

### Malattie d'alta quota
Il desametasone è utilizzato nel trattamento dell'edema cerebrale d'alta quota (High-altitude cerebral edema - HACE) e dell'edema polmonare d'alta quota (High-altitude pulmonary edema - HAPE). Viene comunemente somministrato in spedizioni di alpinismo per aiutare gli scalatori ad affrontare le complicazioni del mal di montagna.

### Nausea e vomito
Il desametasone per via endovenosa è efficace per la prevenzione della nausea e del vomito nelle persone che hanno subito un intervento chirurgico e il cui dolore post-operatorio è stato trattato con oppioidi a lunga durata d'azione per via spinale o epidurale.
La combinazione di desametasone e un antagonista del recettore 5-HT3 come ondansetron è più efficace di un antagonista del recettore 5-HT3 da solo nel prevenire la nausea e il vomito postoperatori.

## Controindicazioni
La molecola è controindicata in caso d'ipersensibilità al principio attivo.
Altre cotroindicazioni sono rappresentate da infezioni micotiche sistemiche o infezioni batteriche sistemiche; tubercolosi; malaria cerebrale; psicosi; ulcera peptica in particolare se con tendenza a sanguinamento; Herpes oftalmico.

## Effetti indesiderati
Gli effetti indesiderati sono simili a quelli degli altri farmaci della stessa classe terapeutica (corticosteroidi) tra cui in particolare: una maggiore suscettibilità e gravità delle infezioni batteriche (comprese quelle opportunistiche), slatentizzazione della tubercolosi, riesacerbazione di patologie oftalmiche virali o micotiche. Tra le infezioni sostenute da miceti è relativamente frequente la comparsa di candidiasi.
Altri disturbi comuni sono la comparsa di acne, l'insonnia, le vertigini, un incremento dell'appetito, la comparsa di depressione, la tendenza all'incremento ponderale, la possibilità di insorgenza di ipertensione arteriosa, un incremento di pressioni intraoculari fino ad un franco glaucoma, cataratta, vomito, dispepsia, confusione mentale, irritabilità e cefalea.
Tra gli effetti collaterali endocrinologici si segnalano la possibile soppressione dell’asse ipotalamo-ipofisi-surrene; nei trattamenti cronici è possibile il verificarsi di uno stato cushingoide; arresto della crescita in età pediatrica

## Interazioni
Le interazioni farmacologiche note includono:
Farmaci che inducono il citocromo P450 3A4 (come barbiturici, fenitoina e rifampicina) possono ridurre l'emivita del desametasone, aumentandone il metabolismo. All'opposto farmaci che inibiscono il citocromo P450 3A4 (ad esempio ketoconazolo, itraconazolo e i macrolidi) possono determinare un aumento delle concentrazioni plasmatiche del desametasone e di altri corticosteroidi.
Il contemporaneo trattamento con contraccettivi orali può aumentare il volume di distribuzione della molecola. Gli anticoagulanti cumarinici possono vedere accentuata la propria azione in caso di terapia concomitante con corticosteroidi. In questi pazienti, pertanto, il tempo di protrombina e l’INR necessitano di un più frequente e attento monitoraggio per evitare il sanguinamento spontaneo nei pazienti che ricevono corticosteroidi e anticoagulanti cumarinici nello stesso tempo.

## Usi in medicina veterinaria
Il desametasone in associazione al prednisolone viene utilizzato in medicina veterinaria nei cavalli sportivi come potente farmaco anti-infiammatorio (Opticortenol-S). Questo farmaco viene comunemente somministrato per attuare una glucocorticoterapia locale o generale in quanto promuove la gluconeogenesi e induce un effetto antinfiammatorio, antiallergico e antitossico.

### Indicazioni
Le principali indicazioni per l'utilizzo di opticortenol-S nell'equino NON DPA sono: artriti, sinoviti, infiammazione delle guaine tendinee, stiramenti, pruriti, eczemi, dermatiti. Può inoltre essere utilizzato come coadiuvante nelle malattie infettive ed eventuali complicazioni.

### Controindicazioni
L'impiego del farmaco è controindicato nei soggetti aventi ipersensibilità nei confronti del principio attivo o in tutti quei soggetti che soffrono di ulcera gastrica, ulcera corneale, osteoporosi, gravidanza avanzata e diabete mellito (in quanto il prodotto è un antagonista diretto dell'insulina).

### Via di somministrazione
Via di somministrazione: endovenosa, intramuscolare, sottocutanea, intraperitoneale e locale (intrarticolare).

### Tempi di sospensione
Il prodotto non va somministrato a cavalli allevati allo scopo alimentare.

### Effetti indesiderati e avvertenze speciali
Il trattamento con Opticortenol-S può determinare l'insorgenza di un parto prematuro. Inoltre il prodotto deve essere impiegato con precauzione sotto il diretto controllo veterinario in caso di ipotrofia muscolare, malattie croniche debilitanti e processi cicatriziali a lenta guarigione. Essendo un corticosteroide, Opticortenol-S potrebbe predisporre a una laminite, pertanto è consigliato monitorare clinicamente l'animale durante il trattamento. Dopo l'interruzione del trattamento possono sorgere sintomi di insufficienza surrenalica. Per ridurre al minimo i problemi di insufficienza surrenalica si consiglia di somministrare Opticortenol-S al mattino, cioè durante il picco del cortisolo endogeno e ridurre gradualmente il dosaggio a fine trattamento.
Inoltre glicocorticoidi possono interagire con i FANS aumentando la probabilità di sviluppo di ulcera gastrica, viene quindi sconsigliata l'associazione di questi due principi attivi negli animali trattati.
Dopo trattamenti prolungati con cortisonici ad alto dosaggio possono verificarsi casi di ipotrofia muscolare, osteoporosi, assottigliamento della mucosa gastrica, immunodepressione e rallentamento e dei processi cicatriziali. Anche l'immunodepressione è stata verificata, ma essa può risultare utile per il trattamento di alcune forme neoplastiche quali il linfosarcoma.